# Parafia św. Brygidy w Nerang
Parafia św. Brygidy w Nerang – parafia rzymskokatolicka, należąca do archidiecezji Brisbane.
Przy parafii funkcjonuje katolicka szkoła podstawowa św. Brygidy.